# Ivan Ukhov
Ivan Sergejevitj Ukhov (russisk: Иван Сергеевич Ухов ; født 4. april 1986) er en russisk højdespringer.
Ukhov var oprindeligt diskoskaster, men skiftede til højdespring i 2004, og efter et år havde han forbedret sin personlige rekord fra 2,10 m til 2,30 m. Hans personlige rekord lyder nu på 2,38 m udendørs, mens han indendørs har præsteret 2,39 m, en rekord sat i Moskva 2009, hvilket gør ham til verdens sjettebedste højdespringer indendørs (delt). 
I konkurrencer er Ukhovs bedste resultater en guldmedalje fra indendørs-VM i Doha 2010, guld fra indendørs-EM i Torino 2009 og i Paris 2011 samt en sølvmedalje fra udendørs-EM 2010 i Barcelona. Han deltog i OL 2012 i London, hvor han var en af favoritterne. I kvalifikationsrunden var han en af fem atleter, der kom over 2,29 m, hvilket var tilstrækkeligt til at give finaleadgang. I finalen kom otte af de fjorten deltagere over 2,29 m, men kun Ukhov og amerikaneren Erik Kynard kom over 2,33 m. Ukhov kom efterfølgende også over 2,36 m og 2,38 m, mens Kynard ikke nåede videre, hvorpå Ukhov fik guld, mens Kynard fik sølv og Derek Drouin fra Canada og Mutaz Essa Barshim delte bronzemedaljen.
I februar 2018 afgjorde Sportens Voldgiftsret imidlertid, at Ukhov havde overtrådt dopingreglerne, hvilket betød, at alle hans resultater fra 16. juli 2012 og tre år frem blev annulleret, hvorfor han fik frataget sin OL-guldmedalje. I november 2021 bekendtgjorde IOC, at Kynard i stedet fik guldmedaljen, mens Drouin og Barshim delte sølvet.